# آنتونی گونزالز (بازیگر)
آنتونی گونزالس (انگلیسی: Anthony Gonzalez؛ زادهٔ ۲۳ سپتامبر ۲۰۰۴) هنرپیشه اهل ایالات متحده آمریکا است. وی از سال ۲۰۱۲ میلادی تاکنون مشغول فعالیت بوده‌است.
از فیلم‌ها یا برنامه‌های تلویزیونی که وی در آن نقش داشته‌است می‌توان به کوکو اشاره کرد.